# Smużka gruzińska
Smużka gruzińska (Sicista kazbegica) – gatunek ssaka z rodziny smużek (Sminthidae), występujący endemicznie na Kaukazie.

## Zasięg występowania
Smużka gruzińska występuje w środkowym Wielkim Kaukazie, dystrykcie Kazbegi w Gruzji, Osetii Północnej oraz Rosji i być może sąsiadująca z nią Inguszetia; wschodnia granica zasięgu nieznana.

## Taksonomia
Gatunek po raz pierwszy naukowo opisał w 1886 roku zespół rosyjskich zoologów nadając mu nazwę Sicista kazbegica. Holotyp pochodził z rejonu kazbeckiego (Mccheta-Mtianetia) w Gruzji, w górnym biegu rzeki Terek, na wysokości 2200 m n.p.m.. 
S. kazbegicanależy do zachodnio-górskiej grupy gatunkowej. S. kazbegica jest blisko spokrewniony z trzema innymi gatunkami endemicznymi dla Kaukazu (S. caucasica, S. kluchorica i S. armenica) i wszystkie są blisko spokrewnione z wschodnio-górską grupą gatunkową. Autorzy Illustrated Checklist of the Mammals of the World uznają ten takson za gatunek monotypowy.

### Etymologia
- Sicista: etymologia niejasna, J.E. Gray nie wyjaśnił znaczenia nazwy rodzajowej; Palmer sugeruje że nazwa to pochodzi od tatarskiego słowa sikistan, oznaczającego „stadną mysz”, bazując na opisie Pallasa[8]. Sam Pallas jednak wymienia nazwę tatarską dshilkis-sitskan („Dʃhilkis-Sitʃkan”), gdzie dshilkis to „stadny, żyjący w stadzie, gromadny” (łac. gregalis), natomiast sitskan to „mysz” (łac. mus, muris)[9], por. w jedenastowiecznym słowniku Mahmuda z Kaszgaru:  yılkı „stado” i sıçgan „mysz”[10].
- kazbegica: Kazbegi, Mccheta-Mtianetia, Gruzja[2].

## Morfologia
Długość ciała (bez ogona) 62,2–67,2 mm, długość ogona 94,5–109,5 mm, długość ucha 9,6–11,1 mm, długość tylnej stopy samic 16,7–18,6 mm; masa ciała 6,5–8 g. 

## Biologia
Jest to gatunek górski, spotykany od wysokości 1500 do 2300 m n.p.m. Żyje na łąkach porośniętych wysoką trawą, w lasach mieszanych i piętrze subalpejskim na zboczach północnych Wielkiego Kaukazu. Gryzoń ten prowadzi naziemny tryb życia, jest aktywny głównie nocą. Żywi się owadami, owocami i nasionami. Zimą hibernuje na ponad sześć miesięcy. Rozmnaża się latem, w miocie rodzi się od 4 do 7 młodych.

## Populacja
Smużka gruzińska jest lokalnie liczna w północnej (rosyjskiej) części zasięgu i nieliczna w południowej (gruzińskiej). Obszar jej występowania jest bardzo ograniczony, grozi jej utrata środowiska związana z nadmiernym wypasem i ścinaniem wysokich traw na potrzeby rolnictwa. Jest uznawana za gatunek zagrożony.